# 10374 Етамп
10374 Етамп (10374 Etampes) — астероїд головного поясу, відкритий 15 квітня 1996 року.
Тіссеранів параметр щодо Юпітера — 3,623.